# Alicia Barnett
Alicia Barnett (Gloucester, 18 ottobre 1993) è una tennista britannica.

## Carriera
Alicia Barnett ha vinto 18 titoli nel doppio nel circuito ITF in carriera. Il 13 maggio 2019 ha raggiunto il best ranking mondiale nel singolare, nr 453; il 24 ottobre 2022 ha raggiunto il miglior piazzamento mondiale nel doppio, nr 59.
Nata nel Regno Unito, ha cominciato a giocare a tennis all'età di sette anni e circa dieci anni dopo ha cominciato a frequentare il circuito ITF. Si è unita al Team Bath Tennis High-International Performance Academy a sedici anni, attraverso il programma Advanced Apprenticeship in Sport and Exercise (AASE) dalla quale si è laureata. Ha completato i suoi studi all'estero laureandosi alla Northwestern University nell'Illinois nel 2017.

## Statistiche WTA

### Doppio

#### Vittorie (1)
| Legenda              |
| -------------------- |
| Grande Slam (0)      |
| Ori Olimpici (0)     |
| WTA Finals (0)       |
| WTA Elite Trophy (0) |
| Dal 2021             |
| WTA 1000 (0)         |
| WTA 500 (0)          |
| WTA 250 (1)          |

| N. | Data           | Torneo                         | Superficie | Compagna        | Avversarie in finale              | Risultato        |
| 1. | 27 agosto 2022 | Championnats de Granby, Granby | Cemento    | Olivia Nicholls | Harriet Dart Rosalie van der Hoek | 5-7, 6-3, [10-1] |

#### Sconfitte (1)
| Legenda              |
| -------------------- |
| Grande Slam (0)      |
| Argenti Olimpici (0) |
| WTA Finals (0)       |
| WTA Elite Trophy (0) |
| Dal 2021             |
| WTA 1000 (0)         |
| WTA 500 (0)          |
| WTA 250 (1)          |

| N. | Data         | Torneo              | Superficie  | Compagna        | Avversarie in finale           | Risultato |
| 1. | 6 marzo 2022 | Open de Lyon, Lione | Cemento (i) | Olivia Nicholls | Laura Siegemund Vera Zvonarëva | 5-7, 1-6  |

## Circuito WTA 125

### Doppio

#### Sconfitte (3)
| N. | Data             | Torneo                        | Superficie  | Compagna         | Avversarie in finale             | Risultato        |
| 1. | 17 dicembre 2022 | Open de Limoges, Limoges      | Cemento (i) | Olivia Nicholls  | Oksana Kalašnikova Marta Kostjuk | 5-7, 1-6         |
| 2. | 5 aprile 2025    | Megasaray Hotels Open, Adalia | Terra rossa | Elixane Lechemia | Anna Bondár Simona Waltert       | 5-7, 6-2, [6-10] |
| 3. | 6 giugno 2025    | Birmingham Open, Birmingham   | Erba        | Elixane Lechemia | Destanee Aiava Cristina Bucșa    | 4-6, 2-6         |

## Statistiche ITF

### Singolare

#### Sconfitte (1)
| Torneo $100.000 (0) |
| Torneo $80.000 (0)  |
| Torneo $75.000 (0)  |
| Torneo $60.000 (0)  |
| Torneo $50.000 (0)  |
| Torneo $40.000 (0)  |
| Torneo $25.000 (0)  |
| Torneo $15.000 (1)  |
| Torneo $10.000 (0)  |

| N. | Data           | Torneo                             | Superficie | Avversaria in finale | Punteggio     |
| 1. | 16 luglio 2017 | Cantanhede Ladies Open, Cantanhede | Sintetico  | Sinéad Lohan         | 2–6, 6–4, 1–6 |

### Doppio

#### Vittorie (18)
| Torneo $100.000 (2) |
| Torneo $80.000 (0)  |
| Torneo $75.000 (0)  |
| Torneo $60.000 (3)  |
| Torneo $50.000 (0)  |
| Torneo $40.000 (1)  |
| Torneo $25.000 (5)  |
| Torneo $15.000 (7)  |
| Torneo $10.000 (0)  |

| N.  | Data              | Torneo                                                     | Superficie  | Compagna               | Avversarie in finale                        | Punteggio           |
| 1.  | 23 settembre 2017 | Internacional Femenino Brezo Osuna, Madrid                 | Cemento     | Olivia Nicholls        | Marina Bassols Ribera Julia Payola          | 6-1, 6-2            |
| 2.  | 17 marzo 2018     | Israel Women's Tournament, Ramat HaSharon                  | Cemento     | Olivia Nicholls        | Charlotte Römer Caroline Werner             | 6–4, 7–6(4)         |
| 3.  | 24 marzo 2018     | Israel Women's Tournament, Tel Aviv                        | Cemento     | Olivia Nicholls        | Mathilde Armitano Elixane Lechemia          | 7–6(3), 6–3         |
| 4.  | 6 aprile 2019     | Aegon GB Pro-Series Bolton, Bolton                         | Cemento (i) | Jodie Burrage          | Laura Ioana Paar Hélène Scholsen            | 6-3, 6-3            |
| 5.  | 7 settembre 2019  | Sajur Women's Tournament, Sajur                            | Cemento     | Chanel Simmonds        | Amandine Cazeaux Noelly Nsimba              | 6-4, 6-4            |
| 6.  | 29 febbraio 2020  | LTA GB Pro-Series Sunderland, Sunderland                   | Cemento (i) | Olivia Nicholls        | Celia Cervino Ruiz Maria Gutierrez Carrasco | 6–4, 7–6(6)         |
| 7.  | 27 marzo 2021     | Jolie Ville Golf Women's, Sharm el-Sheikh                  | Cemento     | Yuriko Miyazaki        | Ku Yeon-woo Raphaëlle Lacasse               | 6-4, 6-1            |
| 8.  | 10 aprile 2021    | Jolie Ville Golf Women's, Sharm el-Sheikh                  | Cemento     | Lina Glushko           | Elena Teodora Cadar Olivia Gadecki          | 6-4, 6-2            |
| 9.  | 15 maggio 2021    | Marjorie Sherman Women's Tournament, Gerusalemme           | Cemento     | Emily Appleton         | Jenny Duerst Nina Stadler                   | 6–4, 2–6, [11–9]    |
| 10. | 19 giugno 2021    | Figueira da Foz International Ladies Open, Figueira da Foz | Cemento     | Olivia Nicholls        | Berfu Cengiz Anastasija Tichonova           | 6-3, 7-6(3)         |
| 11. | 27 agosto 2021    | Torneo Internacional Femenino Ciudad de Vigo, Vigo         | Cemento     | Olivia Gadecki         | Conny Perrin Laura Pigossi                  | 6-3, 6-2            |
| 12. | 20 novembre 2021  | Madeira Ladies Open, Funchal                               | Cemento     | Hsieh Yu-chieh         | Inês Murta Daniela Vismane                  | 6–1, 3–6, [10–8]    |
| 13. | 16 aprile 2022    | Bellinzona Ladies Open, Bellinzona                         | Terra rossa | Olivia Nicholls        | Xenia Knoll Oksana Selechmet'eva            | 6(7)-7, 6-4, [10-7] |
| 14. | 6 agosto 2022     | Kozerki Open, Grodzisk Mazowiecki                          | Cemento     | Olivia Nicholls        | Vivian Heisen Katarzyna Kawa                | 6-1, 7-6(3)         |
| 15. | 11 marzo 2023     | Empire Women's Indoor, Trnava                              | Cemento (i) | Olivia Nicholls        | Amina Anšba Anastasia Dețiuc                | 6-3, 6-3            |
| 16. | 22 luglio 2023    | Open Araba en Femenino, Vitoria                            | Cemento     | Olivia Nicholls        | Estelle Cascino Diāna Marcinkēviča          | 6-3, 6-4            |
| 17. | 18 novembre 2023  | Kyotec Open, Pétange                                       | Cemento (i) | Samantha Murray Sharan | Ali Collins Isabelle Haverlag               | 6(4)-7, 6-1, [10-6] |
| 18. | 26 aprile 2025    | Axion Open, Chiasso                                        | Terra rossa | Elixane Lechemia       | Inès Ibbou Bibiane Schoofs                  | 6-2, 6-3            |

#### Sconfitte (17)
| Torneo $100.000 (3) |
| Torneo $80.000 (0)  |
| Torneo $75.000 (0)  |
| Torneo $60.000 (4)  |
| Torneo $50.000 (0)  |
| Torneo $40.000 (0)  |
| Torneo $25.000 (4)  |
| Torneo $15.000 (5)  |
| Torneo $10.000 (1)  |

| N.  | Data              | Torneo                                                                 | Superficie  | Compagna          | Avversarie in finale                       | Punteggio        |
| 1.  | 12 novembre 2016  | Aegon GB Pro-Series Shrewsbury, Shrewsbury                             | Cemento (i) | Lauren McMinn     | Sarah Beth Grey Olivia Nicholls            | 3-6, 3-6         |
| 2.  | 27 ottobre 2017   | Aegon GB Pro-Series Wirral, Wirral                                     | Cemento (i) | Laura Sainsbury   | Maia Lumsden Samantha Murray               | 4-6, 3-6         |
| 3.  | 3 novembre 2017   | Aegon GB Pro-Series Sunderland, Sunderland                             | Cemento (i) | Sarah Beth Grey   | Eleni Kordolaimi Maia Lumsden              | 6-2, 2-6, [9-11] |
| 4.  | 25 novembre 2017  | Digicall Futures, Stellenbosch                                         | Cemento     | Nina Stadler      | Mana Ayukawa Chanel Simmonds               | 2-6, 2-6         |
| 5.  | 21 aprile 2018    | Soho Square Egypt Women's Future, Sharm el-Sheikh                      | Cemento     | Džulija Terzijska | Melanie Klaffner Anna Morgina              | 5-7, 1-6         |
| 6.  | 12 ottobre 2018   | Open Feminin 50, Cherbourg-en-Cotentin                                 | Cemento (i) | Eden Silva        | Katarzyna Piter Barbora Štefková           | 2-6, 1-6         |
| 7.  | 20 marzo 2021     | Jolie Ville Golf Women's, Sharm el-Sheikh                              | Cemento     | Yuriko Miyazaki   | Momoko Kobori Ayano Shimizu                | 4-6, 1-6         |
| 8.  | 18 settembre 2021 | Portugal Ladies Open, Caldas da Rainha                                 | Cemento     | Olivia Nicholls   | Momoko Kobori Hiroko Kuwata                | 6(5)-7, 6(2)-7   |
| 9.  | 25 settembre 2021 | Santarém Ladies Open, Santarém                                         | Cemento     | Olivia Nicholls   | Marie Benoît Eden Silva                    | 5-7, 1-6         |
| 10. | 6 novembre 2021   | Engie Open Nantes Atlantique, Nantes                                   | Cemento (i) | Olivia Nicholls   | Jessika Ponchet Samantha Murray Sharan     | 4-6, 2-6         |
| 11. | 3 dicembre 2021   | ITF Women Val Gardena Südtirol Raiffeisen, Selva di Val Gardena        | Cemento (i) | Olivia Nicholls   | Eudice Chong Moyuka Uchijima               | 5-7, 1-6         |
| 12. | 29 gennaio 2022   | Open Andrézieux-Bouthéon 42, Andrézieux-Bouthéon                       | Cemento (i) | Olivia Nicholls   | Estelle Cascino Jessika Ponchet            | 4-6, 1-6         |
| 13. | 11 febbraio 2022  | Engie Open de l'Isère, Grenoble                                        | Cemento (i) | Olivia Nicholls   | Yuriko Miyazaki Prarthana Thombare         | 3-6, 3-6         |
| 14. | 14 maggio 2022    | Torneig Internacional de Tennis Femení Solgironès, La Bisbal d'Empordà | Terra rossa | Olivia Nicholls   | Victoria Jiménez Kasintseva Renata Zarazúa | 4-6, 6-2, [8-10] |
| 15. | 9 giugno 2023     | Surbiton Trophy, Surbiton                                              | Erba        | Olivia Nicholls   | Sophie Chang Yanina Wickmayer              | 4-6, 1-6         |
| 16. | 9 settembre 2023  | Ando Securities Open, Tokyo                                            | Cemento     | Olivia Nicholls   | Jessika Ponchet Bibiane Schoofs            | 6-4, 1-6, [7-10] |
| 17. | 13 gennaio 2024   | Lexus GB Pro-Series Loughborough, Loughborough                         | Cemento (i) | Sarah Beth Grey   | Liv Hovde Ella McDonald                    | 6-4, 2-6, [7-10] |